# Rügenhafen
Das Projekt Rügenhafen war ein Kriegshafenbauprojekt, das über mehrere historische Phasen verfolgt wurde. Es sah den Bau eines Kriegshafens in der Rügener Boddenlandschaft vor. Hierzu gab es Planungen Preußens, des Deutschen Reiches und der DDR. Teilelemente der Planungen wurden umgesetzt.

## Preußische Planungen
Erstmals wurde die Errichtung eines Kriegshafens im Großen Jasmunder Bodden während des Aufbaus der Flotte des deutschen Bundes unter Admiral Karl Rudolf Brommy erwogen. Die deutsche Reichsflotte wurde jedoch im Jahr 1852 aus Finanznot aufgelöst. Im gleichen Zeitraum wurde der preußische Admiral Prinz Adalbert von Preußen auf die strategische Lage Rügens für die Verteidigung der norddeutschen Ostseeküste aufmerksam. Der Geheime Oberbaurat Gotthilf Heinrich Ludwig Hagen plädierte in einem Gutachten 1853 für den Bau eines Kriegshafens auf Rügen. Vorgesehen war ein Durchstich durch die Schaabe bei Glowe, um einen kombinierten Kriegs- und Handelshafen zu erbauen. 1855 wurde der Plan aus Kostengründen überarbeitet und sah nun einen Hafen mit Eisenbahnanschluss bei Groß Banzelvitz vor. Geplant war der Bau von drei Hafenbecken, Schiffbau- und Schiffsausrüstungseinrichtungen sowie dazugehörigen Werkstätten und Wohnraum für das Personal. Des Weiteren sollten Forts und Kasernen der landseitigen Sicherung des Kriegshafens dienen. In den Planungen ab dem Jahr 1864 war zusätzlich eine Kriegsschiffswerft vorgesehen. Nach dem Deutsch-Dänischen Krieg wurden die Planungen zugunsten Kiels aufgegeben.

## Planungen im Deutschen Reich
Im Deutschen Reich wurden die Planungen wieder aufgegriffen. Im Jahr 1937 begannen unter der Leitung des Marineoberbaudirektors Linde erste Projektierungen für das Projekt „Rügenhafen“. Geplant war der Bau eines Kriegshafens für U-Boote und kleinere Sicherungsfahrzeuge. Erste Erdarbeiten begannen 1938. Des Weiteren wurde bei Glowe eine erste stählerne Anlegebrücke für U-Boote errichtet. Vorgesehen war der Bau des Hafens bei Groß Banzelvitz. Für den direkten Zugang zur Ostsee war ein Durchstich östlich des Ortes Glowe vorgesehen. Im sogenannten Z-Plan vom 17. Mai 1939 war die Stationierung folgender Verbände im „Rügenhafen“ vorgesehen.
- 1. U-Flottille mit 9 U-Booten
- 9. U-Flottille mit 9 U-Booten
- 13. U-Flottille mit 9 U-Booten
- 15. U-Flottille mit 9 U-Booten
- 17. U-Flottille mit 9 U-Booten

Zur Luftsicherung des Kriegshafens sollten drei Seefliegerhorste dienen. Einer bei Parow (Nähe Stralsund), bei Dranske auf dem Bug und bei Gager auf der Halbinsel Mönchgut. Beim Kap Arkona und bei Dornbusch auf der Insel Hiddensee sollten große Küstenartilleriestellungen entstehen. Nach dem deutschen Sieg beim Überfall auf Polen wurden die Arbeiten am Projekt eingestellt.
Im Jahr 1944 wurden die Planungen nochmals aufgegriffen. Beim „Rügenhafen“ war der Bau einer sehr großen verbunkerten U-Boot-Werft vorgesehen. Der Bunker sollte eine Kapazität von 36 Werftliegeplätzen für U-Boote des Typs XXI haben. Der weitere Kriegsverlauf verhinderte die Ausführung des Projektes.

## Planungen der DDR
Mit dem Aufbau der DDR-Volksmarine Anfang der 1950er Jahre wurden die Pläne für den Bau eines Rügenhafens nochmals projektiert. Dem waren sowjetische Überlegungen für einen eigenen Stützpunkt an dieser Stelle vorausgegangen. Ziel war der Aufbau eines U-Boot-Bunkers, einer Reparaturwerft, zweier Neubauwerften sowie eines Handels- und Fischereihafens im Großen Jasmunder Bodden. Der Zugang sollte über zwei Kanäle erfolgen: bei Glowe und bei Prora. Des Weiteren sollten bei Kap Arkona, bei Lohme und bei Dornbusch auf der Insel Hiddensee große Küstenartilleriestellungen entstehen. Im Juli 1952 begannen die Arbeiten mit der Anlage eines Kanals bei Glowe. Im „Sonderbauvorhaben Glowe“ kam der VEB Bauunion Nord und für schwere Arbeiten bis zu 3000 politische Gefangene zum Einsatz. Die Bauarbeiten an diesem Projekt wurden nach dem Aufstand vom 17. Juni 1953, an dem sich auch ein Teil der Gefangenen beteiligte, vorläufig und am 15. August 1953 endgültig eingestellt.
Letztmals erwähnt wurde das Projekt „Rügenhafen“ im „Plan für den Aufbau der Seestreitkräfte der DDR für das Jahr 1956–1960 auf der Grundlage der Ergebnisse des Aufbaus bis 1955“. In diesem wurde unter Punkt B 2d erwähnt „Der Bau der Hauptflottenbasis Rügen ist bis 1960 zur Nutzung zu mindestens 70 % fertigzustellen“. Dieser Plan wurde am 8. Juni 1955 vom Chef der Verwaltung der VP-See Vizeadmiral Waldemar Verner dem Politbüro der DDR vorgelegt.